# Bandera de San Petersburgo
La Bandera de la Ciudad de San Petersburgo, Federación Rusa, fue adoptada el  6 de septiembre de 1991.  Sus proporciones son de 2:3. Se trata de una bandera heráldica ya que se compone de los elementos del escudo de esta ciudad (sin los adornos exteriores). Consiste en un paño de color rojo cargado en su centro con dos anclas o áncoras, puestas en forma de aspa. Un ancla es marítima, de dos brazos, y otra fluvial, de cuatro. Sobre las dos anclas, colocado en vertical, aparece representado  un cetro dorado rematado con el escudo ruso.

Las anclas simbolizan la doble condición puerto fluvial y marítimo de esta ciudad. El cetro representa su situación como antigua capital del Imperio ruso.  El color del paño, rojo, simboliza la sangre rusa derramada en las guerras mantenidas por el país.